# Tom Perez
Thomas Edward Perez, detto Tom (Buffalo, 7 ottobre 1961), è un politico statunitense, segretario del lavoro durante l'amministrazione Obama dal 2013 al 2017.
Dal 2017 al 2021 è stato anche presidente del Comitato nazionale democratico.

## Biografia
Nato e cresciuto a Buffalo da genitori immigrati di origine dominicana, Perez consegue un Bachelor of Arts in relazioni internazionali e scienze politiche presso l'Università Brown nel 1983. Dopo essersi laureato ad Harvard, lavora come impiegato di legge per poi lavorare come procuratore federale presso la Divisione dei diritti civili del Dipartimento di Giustizia. Dal 1995 al 1998, lavora come consigliere principale del senatore per il Massachusetts Ted Kennedy in materia di diritti civili, giustizia penale e questioni costituzionali. Durante gli ultimi due anni del secondo governo di Bill Clinton, ha lavorato come direttore dell'Ufficio per i diritti civili presso il Dipartimento della Salute e dei Servizi Umani degli Stati Uniti. Dal 2001 al 2007 ricopre il ruolo di insegnante di legge presso l'Università del Maryland.
Dopo aver ricoperto la carica di segretario al Lavoro del Maryland sotto il governatore Martin O'Malley dal 2007 al 2009, nel marzo 2013 viene nominato dal presidente americano Barack Obama come nuovo segretario al lavoro degli Stati Uniti. Perez accetta la nomina, che viene confermata il successivo 23 luglio.
Alla fine del 2016 si candida come presidente del Partito Democratico e il 25 febbraio 2017 viene eletto entrando immediatamente in carica. Decide di non ricandidarsi per un secondo mandato da presidente del partito e rimane in carica fino al 21 gennaio 2021, giorno in cui gli succede Jaime Harrison.
Nel 2023 il presidente Joe Biden lo nomina come suo consigliere anziano per gli affari intergovernativi.